# Georg Wadenius (album)
Georg Wadenius är ett musikalbum av Jojje Wadenius, släppt 1978 på skivbolaget Frituna.
Albumet producerades av Jojje Wadenius och Claes af Geijerstam.

## Låtlista[1]
Sida 1:
1. When I made love with you tonight (Georg Wadenius)
2. Living in a fantasy (Georg Wadenius)
3. Harriet (Georg Wadenius)
4. The treat (Georg Wadenius-Thomas Minor)
5. The listener & The talker (Georg Wadenius)

Sida 2:
1. Getaway (Georg Wadenius-Leonard "Skip" Malone)
2. Where do we begin? (Georg Wadenius-Bill Tillman-Dawn Thompson)
3. Playing Hookey (Georg Wadenius)
4. Happiness is (Georg Wadenius)

## Musiker[1]
- Georg Wadenius: Gitarrer, sång, tamburin
- Peter Sundell: Trummor
- Mats Nilsson: Bas
- Stefan Nilsson: Elpiano, flygel, Moog, klarinett, Polymoog
- Malando Gassama: Congas
- Py Bäckman: Kör
- Liza Öhman-Kling: Kör
- Tommy Körberg: Kör
- Mikael Rickfors: Kör
- Håkon Graf: Elpiano, hammondorgel, flygelsolo, stråkmaskin
- Gunnar Michols: Violin
- Claes Nilsson: Violin
- Harry Teike: Violin
- Krzysztof Zdrzalka: Violin
- Lars Arvinder: Viola
- Håkan Roos: Viola
- Olle Gustafsson: Violoncell
- Torbjörn Eklund: Flöjt
- Bo Eriksson: Oboe
- Ola Karlsson: Cello
- Gunnar Gunrup: Trumpet
- Weine Renliden: Trumpet
- Bengt Edwardsson: Trombon
- Torgny Nilsson: Trombon
- Sven Larsson: Tuba